# Rhynchina inornata
Rhynchina inornata är en fjärilsart som beskrevs av Butler 1886. Rhynchina inornata ingår i släktet Rhynchina och familjen nattflyn. Inga underarter finns listade.